# Дом-музей Бурделя (Париж)
 Дом-музей Бурделя находится в 15-м округе Парижа. Музей размещается в доме и саду, где работал скульптор Эмиль Антуан Бурдель — ученик Огюста Родена и учитель Джакометти, Марии Элены Виейра да Силва и многих других.

## Коллекция
Музей содержит значительную коллекцию гипсовых, бронзовых и мраморных произведений скульптора.
Также в музее находится личная коллекция скульптора, в том числе произведения Родена, Монтичелли, Пюви де Шаванна, Энгра и Делакруа.

## Практическая информация
- Адрес: 18, rue Antoine Bourdelle, 75015 Paris
- Часы работы: 10:00-18:00, каждый день кроме понедельника и праздничных дней.
- Вход бесплатный.

Ближайшие станции метро: Montparnasse-Bienvenüe и Falguière.